# IU 국제응용과학대학교
IU 국제응용과학대학교(영어: IU International University of Applied Sciences)는 1998년 설립된 독일의 응용과학대학교이다. 독일 바트혼네프에 위치해 있다. 2021년 여름학기 기준 약 70,000명의 학생이 재학중이다.

## 대학 및 개설 학과
IU 국제응용과학대학교는 9개의 단과 대학 내에 200개 이상의 학부과정과 대학원 과정을 운영중이다.
- Architecture & Construction
- Design & Media
- Healthcare & Social Work
- IT, Logistics & Technology
- Communications & Marketing
- Aviation, Hospitality & Event Management[1]
- Management & Economics
- Pedagogy & Psychology
- HR & Law